# Katsunori Ueebisu
Katsunori Ueebisu (japanisch 上夷 克典 Ueebisu Katsunori; * 5. April 1996 in Ichikikushikino) ist ein japanischer Fußballspieler.

## Karriere
Ueebisu erlernte das Fußballspielen in der Schulmannschaft der Kagoshima Josei High School und der Universitätsmannschaft der Meiji-Universität. Seinen ersten Vertrag unterschrieb er 2019 beim Kyōto Sanga. Der Verein aus Kyōto spielte in der zweithöchsten Liga des Landes, der J2 League. Bis Ende 2020 stand der Innenverteidiger 28-mal für den Verein in der zweiten Liga auf dem Spielfeld. Im Januar 2021 wechselte er ablösefrei zum Erstligisten Ōita Trinita nach Ōita. Am Saisonende 2021 belegte er mit Ōita den achtzehnten Tabellenplatz und musste in zweite Liga absteigen. Nach insgesamt 64 Ligaspielen wechselte er im Januar 2024 nach Tosu zum Erstligisten Sagan Tosu. Am Ende der Saison 2024 belegte er mit Sagan Tosu den letzten Tabellenplatz und musste somit in die zweite Liga absteigen. Nach dem Abstieg verließ erden Verein und schloss sich dem ebenfalls aus der ersten Liga abgestiegenen Júbilo Iwata an.